# Thrasops schmidti
Thrasops schmidti — вид змій родини полозових (Colubridae). Ендемік Кенії. Вид названий на честь американського герпетолога Карл Паттерсона Шмідта.

## Поширення і екологія
Thrasops schmidti мешкають у високогірних районах Центральної Кенії, від гори Кенія до Найробі. Вони живуть в гірських лісах і рідколіссях, на висоті від 1200 до 1800 м над рівнем моря. Ведуть денний, деревний спосіб життя. Живляться ящірками, ссавцями, птахами, яйцями та амфібіями. Відкладають яйця.

## Збереження
МСОП класифікує цей вид як такий, що перебуває під загрозою зникнення. Thrasops schmidti загрожує знищення природного середовища.